# Xã Kurtz, Quận Clay, Minnesota
Xã Kurtz (tiếng Anh: Kurtz Township) là một xã thuộc quận Clay, tiểu bang Minnesota, Hoa Kỳ. Năm 2010, dân số của xã này là 293 người.